# San Javier megye (Córdoba)
San Javier egy megye Argentínában, Córdoba tartományban. A megye székhelye Villa Dolores.

## Települések
Önkormányzatok és települések (Municipios y comunas)
- Conlara
- La Paz
- La Población
- Las Tapias
- Los Cerrillos
- Los Hornillos
- Luyaba
- San Javier/Yacanto
- San José
- Villa de Las Rosas
- Villa Dolores